# Ciro Alegría
 (août 2014).
Si vous disposez d'ouvrages ou d'articles de référence ou si vous connaissez des sites web de qualité traitant du thème abordé ici, merci de compléter l'article en donnant les références utiles à sa vérifiabilité et en les liant à la section « Notes et références ».
Pour les articles homonymes, voir Alegría.
Ciro Alegría (4 novembre 1909 – 17 février 1967) est un journaliste, homme politique et écrivain péruvien.

## Biographie
Né à Sartimbamba a la province de Huamachuco, Pérou, il découvre les indiens péruviens et les difficultés de leur vie quotidienne. La compréhension de leur oppression est le sujet de ses romans. Il étudie à l'université de Trujillo et travaille brièvement comme journaliste pour le quotidien  El Norte.
En 1930, Alegría rejoint l'alliance révolutionnaire populaire américaine, dont le but est une réforme sociale et l'amélioration de la condition indienne. Cette adhésion lui vaut l'expulsion de l'université. Il est emprisonné plusieurs fois pour ses activités politiques avant d'être exilé au Chili en 1934.
Il reste en exil au Chili et aussi aux États-Unis jusqu'en 1948. Il enseigne ensuite à l'université de Puerto Rico et écrit sur la révolution cubaine pendant son séjour. Son roman le plus connu, Vaste est le Monde (1941) ou El mundo es ancho y ajeno, obtient le prix du Roman latino-américain en 1941 et lui donne une reconnaissance internationale. Ce livre est d'abord publié aux États-Unis et a été réimprimé de nombreuses fois en différentes langues.
Alegría retourne au Pérou en 1957. Il rejoint le parti du Président Fernando Belaúnde Terry et est élu à la chambre des députés en 1963. Il meurt soudainement à Trujillo le 17 février 1967. Après sa mort, sa veuve Dora Varona publie de nombreux articles et reportages qu'il a écrits pour différents journaux.

## Son œuvre
- La Serpiente de Oro, roman, 1935
- Los Perros Hambrientos, roman, 1939
- El Mundo es Ancho y Ajeno, roman, 1941
- Duelo de Caballeros, contes, 1962
- Panki y el guerrero, récits, 1968
- Ofrenda de piedra, contes, 1969
- Lázaro Novela póstuma e incompleta, 1972
- Mucha suerte con harto palo Edición póstuma recopilatoria de distintos escritos periodísticos, autobiographie fiction, supervisé par sa veuve, Dora Varona, 1976
- Siete cuentos quirománticos, cuentos, 1978
- El sol de los jaguares, cuentos, 1979
- El dilema de Krause, roman publié à titre posthume (incomplet), 1979